# Associazione Calcio Carpi 1933-1934
Questa pagina raccoglie le informazioni riguardanti l'Associazione Calcio Carpi nelle competizioni ufficiali della stagione 1933-1934.

## Stagione
Nella stagione 1933-1934 il Carpi con 19 punti ha ottenuto il tredicesimo e penultimo posto in classifica, retrocedendo sul campo in Seconda Divisione. Verrà poi riammesso in Prima Divisione al posto del Dopolavoro Ferroviario di Rimini.

## Rosa
| N. |                   | Ruolo | Calciatore         |
| -- | ----------------- | ----- | ------------------ |
|    | Italia (bandiera) | P     | Mario Angiolini    |
|    | Italia (bandiera) | D     | Nardino Barbieri   |
|    | Italia (bandiera) | C     | Fausto Barbolini   |
|    | Italia (bandiera) | A     | Ennio Bergonzini   |
|    | Italia (bandiera) | P     | Tonino Bruschi     |
|    | Italia (bandiera) | A     | Zelindo Caliumi    |
|    | Italia (bandiera) | A     | Arturo Contini     |
|    | Italia (bandiera) | D     | Alberto Di Leo     |
|    | Italia (bandiera) | P     | Antonio Gozzi      |
|    | Italia (bandiera) | D     | Arnaldo Guandalini |

| N. |                   | Ruolo | Calciatore         |
| -- | ----------------- | ----- | ------------------ |
|    | Italia (bandiera) | D     | Erio Lugli         |
|    | Italia (bandiera) | C     | Umberto Lugli      |
|    | Italia (bandiera) | D     | Domenico Orlandi   |
|    | Italia (bandiera) | C     | Alfonsino Pagliani |
|    | Italia (bandiera) | D     | Mario Pittiglini   |
|    | Italia (bandiera) | A     | Luigi Saetti       |
|    | Italia (bandiera) | A     | Goffredo Sgarbi    |
|    | Italia (bandiera) | D     | Enzo Silingardi    |
|    | Italia (bandiera) | C     | Lidio Stefanini    |
|    | Italia (bandiera) | D     | Leonio Tirelli     |